# 1568

## Události
- 23. dubna – bitvou u Rheindalenu začala osmdesátiletá válka
- Nobunaga Oda dobyl císařské město Kjóto

### Probíhající události
- 1558–1583 – Livonská válka
- 1562–1598 – Hugenotské války
- 1563–1570 – Severská sedmiletá válka
- 1568–1648 – Osmdesátiletá válka
- 1568–1648 – Nizozemská revoluce

## Narození
Česko
- 15. srpna – Zdeněk Vojtěch Popel z Lobkovic, nejvyšší kancléř Českého království († 16. června 1628)

Svět
- 6. ledna – Richard Burbage, anglický herec († 13. března 1619)
- 2. února – Peter Révai, slovenský spisovatel, básník, zemský hodnostář († 4. června 1622)
- 9. března – Svatý Alois Gonzaga, patron studentů a mládeže († 21. června 1591)
- 5. dubna – Urban VIII., papež († 29. července 1644)
- 11. května – Kristián I. Anhaltský, kníže anhaltský, diplomat († 17. dubna 1630)
- 19. května – Galigai, maršálka z Ancre, soukojenkyně Marie Medicejské († 8. července 1617)
- 25. června – Gunilla Bielke, švédská královna († 19. června 1597)
- 5. září – Tommaso Campanella, italský filosof, teolog, astrolog a básník († 21. května 1639)
- 2. října – Marin Getaldić, chorvatský matematik a fyzik († 11. dubna 1626)
- ? – Nicolas Ager, francouzský botanik († 20. června 1634)
- ? – Jan Brueghel starší, belgický malíř († 13. ledna 1625)
- ? – Giuseppe Cesari, italský manýristický malíř († 3. června 1640)
- ? – Wej Čung-sien, eunuch ovládající čínského císaře Tchien-čchiho († 19. října 1627)
- ? – Michael Maier, německý lékař a rádce císaře Rudolfa II. Habsburského († ? 1622)

## Úmrtí
Česko
- ? – Jan Dernschwam, báňský odborník a cestovatel (* 23. března 1494)

Svět
- 15. ledna – Mikuláš Oláh, ostřihomský arcibiskup, místodržitel Uherska (* 10. ledna 1493)
- 20. března – Albrecht Braniborsko-Ansbašský, pruský kníže, poslední velmistr řádu německých rytířů v Prusku (* 16. května 1490)
- 13. května – Žofie Pomořanská, manželka dánského krále Frederika I. (* 1498)
- 3. června – Andrés de Urdaneta, španělský mořeplavec, kněz a astronom (* 1508)
- 5. června – Lamoraal Egmont, generál a flanderský státník (* 18. listopadu 1522)
- 7. července – William Turner, anglický ornitolog a botanik (* 1508)
- 24. července – Karel Španělský, nejstarší syn španělského krále Filipa II. (* 8. července 1545)
- 15. srpna – Svatý Stanislav Kostka, polský jezuita, patron Polska a studentů (* 28. října 1550)
- 21. srpna – Jean Parisot de La Valette, velmistr Maltézského řádu, zakladatel La Valletty (* ? 1494)
- 31. srpna – Humphrey Llwyd, velšský kartograf, historik a politik (* 1527)
- 3. října – Alžběta z Valois, španělská královna (* 2. dubna 1545)
- 4. října – Jacob Arcadelt, franko-vlámský renesanční hudební skladatel (* 1507)
- ? – Lozang Döndub, tibetský pančhenlama (* 1505)
- ? – Garcia de Orta, portugalský židovský lékař (* 1501)

## Hlavy států
- České království – Maxmilián II.
- Svatá říše římská – Maxmilián II.
- Papež – Pius V.
- Anglické království – Alžběta I.
- Francouzské království – Karel IX.
- Polské království – Zikmund II. August
- Uherské království – Maxmilián II.
- Osmanská říše – Selim II.
- Perská říše – Tahmásp I.